# ジェス・ウェイド
ジェス・ウェイド（英語：Jessica Alice Feinmann Wade）は、イギリスの物理学者である。 インペリアル・カレッジ・ロンドンにおいて、高分子有機発光ダイオード (OLED ) の研究を行なっている。また、STEM教育に関連した取り組みでも著名で、特に物理学における女性の地位の確立や、ウィキペディアにおけるジェンダー・バイアスに対する取り組みで有名である。大英帝国メダル (BEM)の受賞者。 

## 教育
両親ともに医師の娘であったウェイドは、ロンドンの高校を2007年に卒業。その後、チェルシー・カレッジ・オブ・アーツの芸術・デザインの基礎コースに在籍。2012年には、物理学専攻で理学修士号 (MSci)をインペリアル・カレッジ・ロンドンにて授与される 。2016年には引き続き、同校にて物理学の博士号を取得した。博士論文は、ジソン・キム教授の元で有機半導体におけるナノメトロロジー技術について研究した。  

## 研究とキャリア
ウェイドは主に、 材料工学の中でもキラル媒質と円偏光の研究を専門とする。 2020年現在   ウェイドは、インペリアル・カレッジ・ロンドンの固体物理学グループの導電性高分子材料を用いたエレクトロニクスに関する博士研究員であり、アラスデア・キャンベルおよびマット・フクターとの共同研究を通し、発光ポリマー薄膜の開発と特性評価に焦点を当てている。  

### 社会活動とアウトリーチ
ウェイドは、研究のほか、活発なアウトリーチで知られており、特に、科学、技術、工学、および数学 （STEM）におけるジェンダー・ギャップの是正への貢献が知られている。  
米国国務省主催の、専門家の交換研究プログラム（IVLP)で、女性研究者のエンパワーメントキャンペーンにて英国代表を務めた。またWISEキャンペーンを通して、英国中の教師とともに工学と物理学における若い女性の活発な参画を目指す活動を行なっている。同時に、英国内で行われている女性のSTEM参加キャンペーンの一部について、的外れで高額な広告費の割に効果が不透明であるとの批判もしている。  

### ウィキペディアにおける女性科学者の記事
ウェイドは、STEMでの女性の活躍を推進するため、著名な女性学者に関するウィキペディアの記事を作成するキャンペーンに大きく貢献していることで知られている。2020年2月の段階では、900件以上の伝記記事をウィキペディアで執筆した。
ブラックホールの画像を初めてとらえたイベントホライズンテレスコープチームのケイティ・バウマンの記事を立項した際、特筆性がないとして削除依頼にかけられた。これを受けて、2019年4月12日、マリアム・ザリンガラムとウェードが共著でワシントンポストにおいて「ブラックホールの写真は女性の科学的な偉業の一例にすぎない」と題された論説を発表し、英語版ウィキペディアにおいて女性の科学者についての記事が相対的に少なく、男性科学者の記事に比べ削除されやすいことを指摘し、女性科学者の社会的評価の低さとの関連性を指摘した。

### 受賞
ウェードは現在までに物理学の分野とアウトリーチの分野で様々な賞を受賞している。2018年にはネイチャーの選ぶ、科学で最も重要な10人のうちの1人に選ばれる。また、同年、ウィキメディアン・オブ・ザ・イヤーの選外賞を受賞する。また、翌年にはウィキメディア財団のイギリスローカル・チャプターのウィキメディアン・オブ・ザ・イヤーを受賞する。
2019年には、科学におけるジェンダーの多様性への貢献を評して、大英帝国勲章である大英帝国メダル (BEM)を受賞する。

## ギャラリー

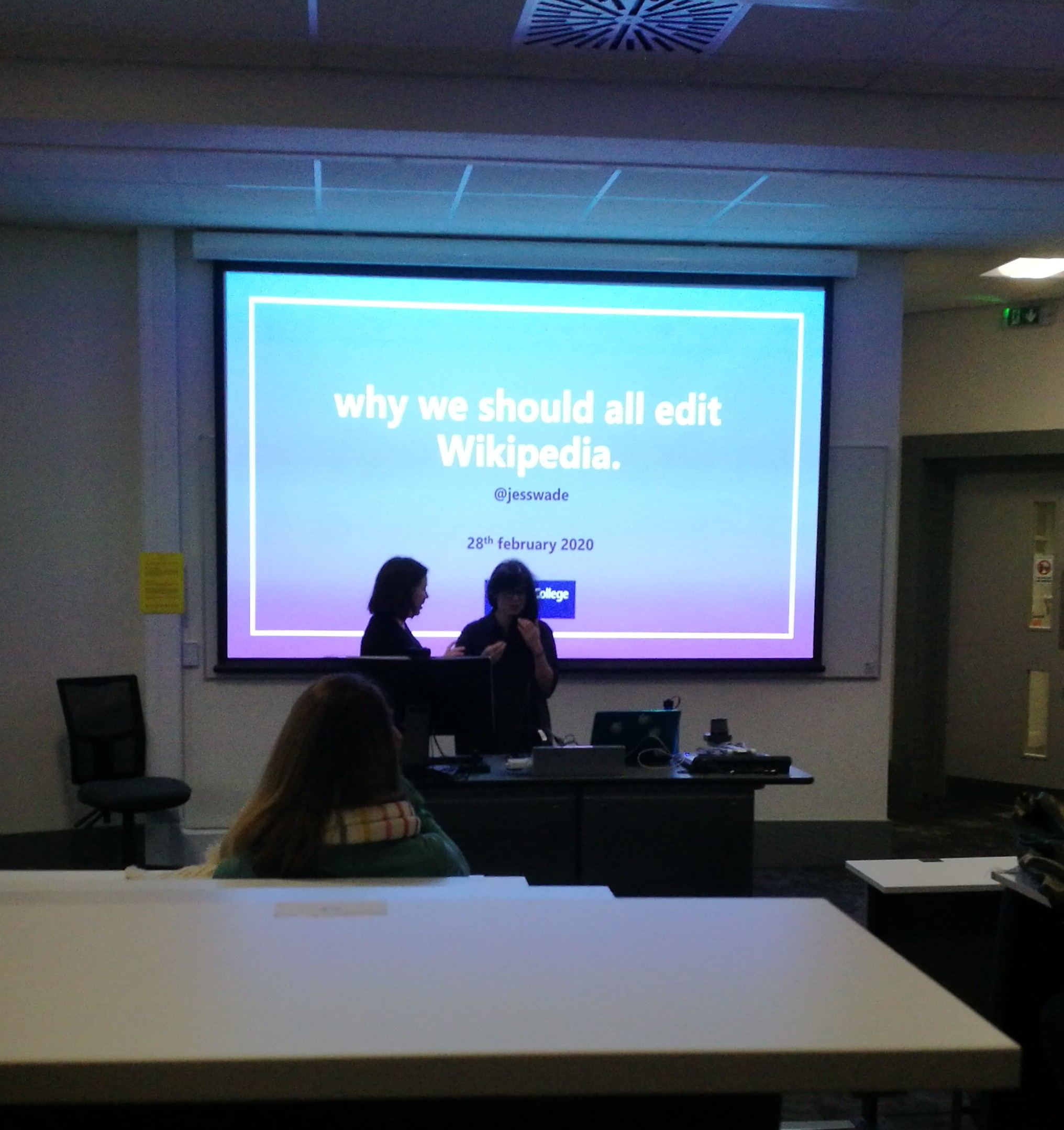
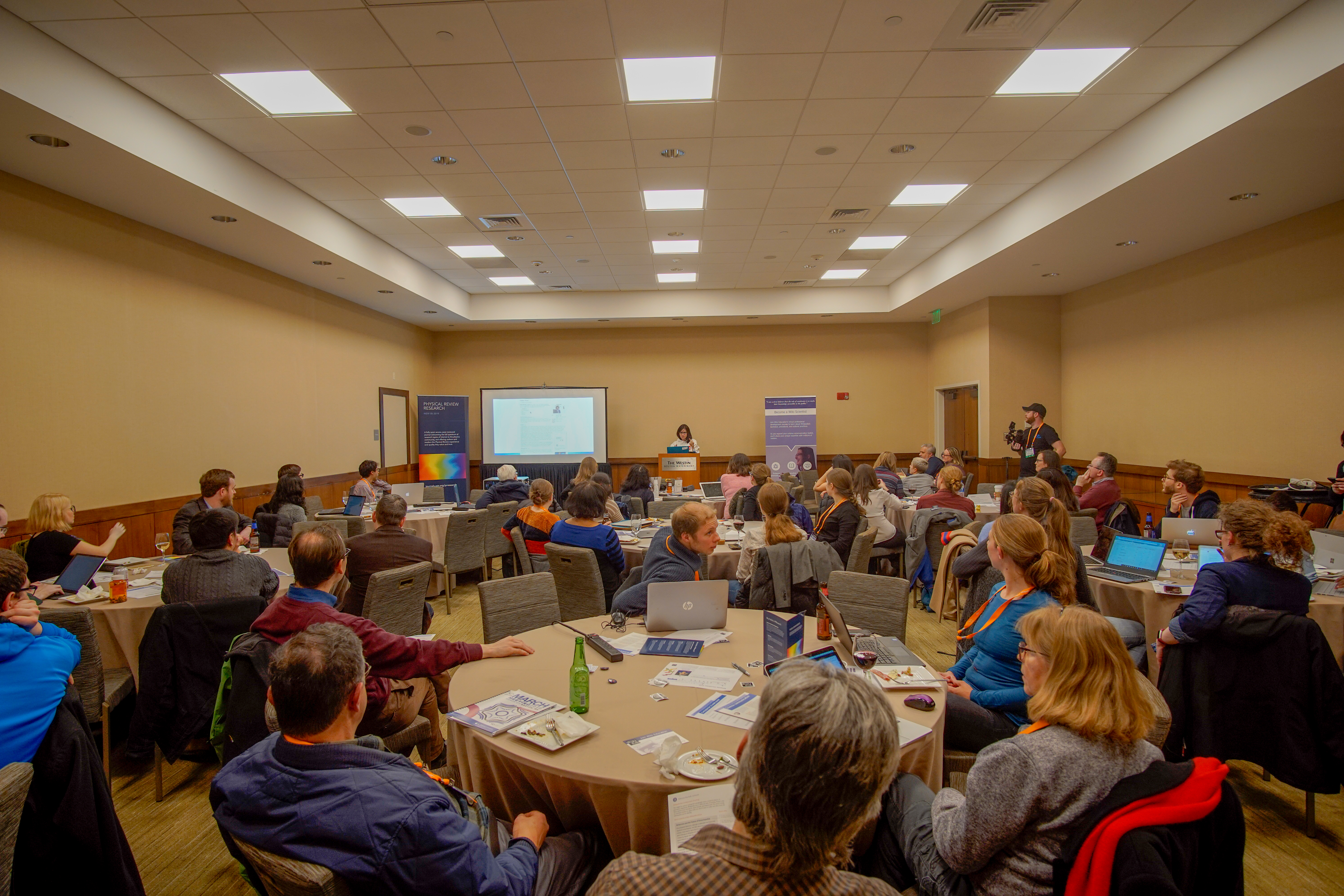
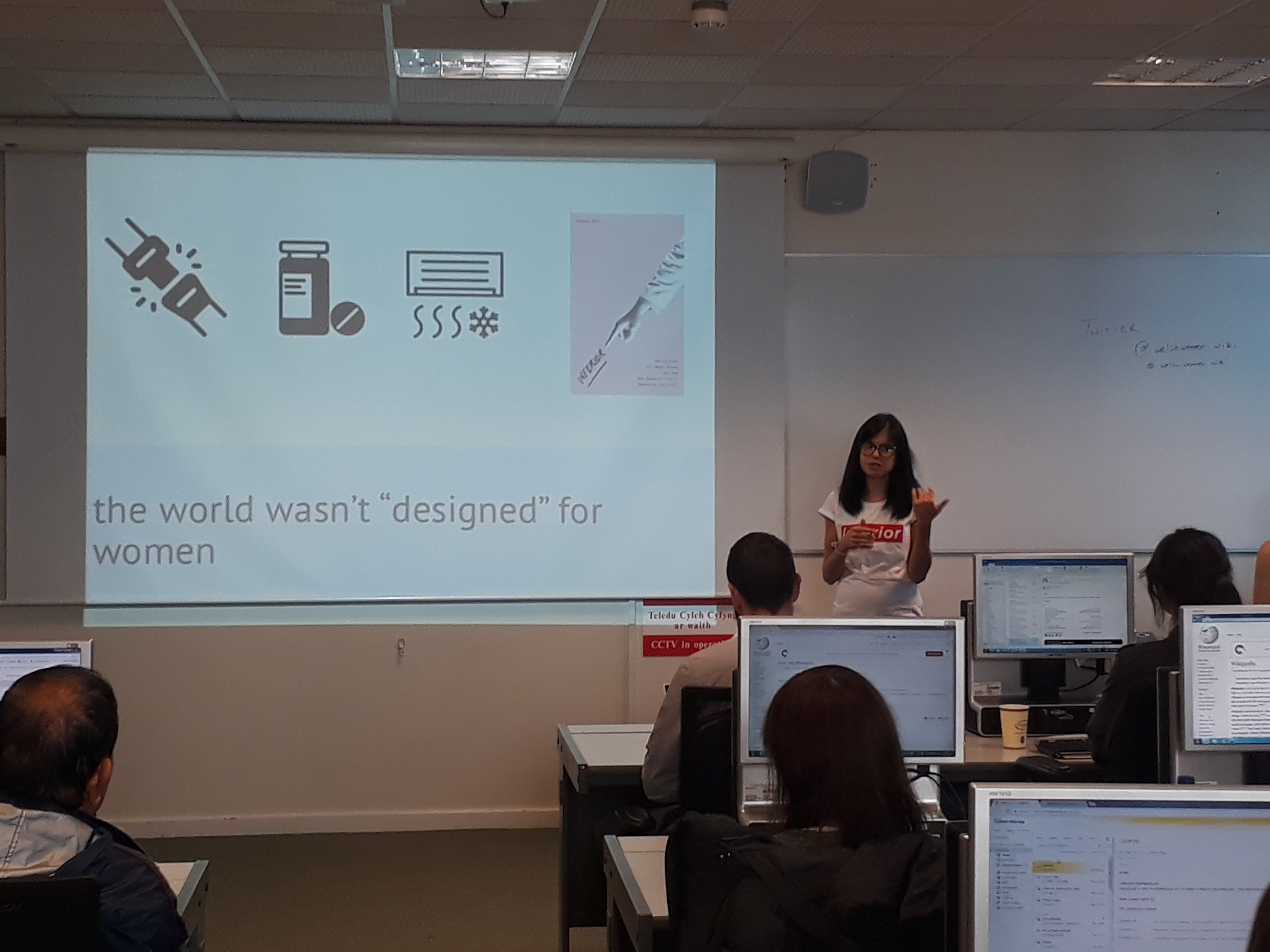

## 厳選された一部著作
- Fei, Zhuping; Boufflet, Pierre; Wood, Sebastian; Wade, Jessica; Moriarty, John; Gann, Eliot; Ratcliff, Erin L.; McNeill, Christopher R. et al. (2015-05-21). “Influence of Backbone Fluorination in Regioregular Poly(3-alkyl-4-fluoro)thiophenes” (英語). Journal of the American Chemical Society 137 (21):  6866–6879. doi:10.1021/jacs.5b02785. PMID 25994804.
- Razzell-Hollis, Joseph; Wade, Jessica; Tsoi, Wing Chung; Soon, Ying; Durrant, James; Kim, Ji-Seon (2014-10-30). “Photochemical stability of high efficiency PTB7:PC70BM solar cell blends” (英語). J. Mater. Chem. A 2 (47):  20189–20195. doi:10.1039/C4TA05641H.  ウィキデータ ()